# El Ejido, la loi du profit
Pour les articles homonymes, voir Ejido (homonymie).
Pour plus de détails, voir Fiche technique et Distribution.
El Ejido, la loi du profit est le titre d'un documentaire réalisé par Jawad Rhalib sorti en 2007. Du nom, El Ejido, de la deuxième ville la plus peuplée de la province d'Almería, où, en 2000, eurent lieu de violentes émeutes racistes.

## Argument
L’exploitation des ouvriers agricoles immigrés dans le sud de l’Espagne, un esclavage moderne qui garnit les assiettes de l’Europe. Autrefois déserte, la région d’Almeria, dans le sud de l’Espagne, produit aujourd’hui un tiers de la consommation européenne hivernale des fruits et légumes et engrange les deux tiers des profits agricoles du pays. Un « miracle économique » sous serre qui repose sur le travail de près de 80 000 immigrés, pour moitié des sans-papiers. Dans un environnement saccagé, où l’air est vicié par les pesticides et où les nappes phréatiques s’épuisent, le village d’El Ejido illustre jusqu’à la caricature cette exploitation industrielle des hommes et de la terre encouragée par la mondialisation. Driss, Moussaïd et Djibril y sont embauchés à la journée, pour un salaire de misère et, comme la plupart de leurs pairs, sans contrat de travail. Ils logent dans des chabolas, petites constructions de carton et de plastique, sans eau ni électricité. Un quasi esclavage qui remplit nos assiettes.

## Fiche technique
- Réalisateur : Jawad Rhalib
- Scénariste : Jawad Rhalib
- Date de sortie: 24 mai 2007
- Genre : documentaire
- Durée : 81 minutes
- Pays :  Belgique,  France,  Maroc

## Distinctions
Prix du meilleur documentaire au FESPACO de Ouagadougou.